# Norwegischer Fußballpokal der Männer 2023
Der norwegische Fußballpokal 2023 (kurz auch NM-Cup 2023 genannt) war die 117. Austragung des Fußballpokalwettbewerbs der Männer. Der Wettbewerb begann mit zwei Qualifikationsrunden im März und endete am 9. Dezember 2023 mit dem Finale. Pokalsieger wurde der Molde FK. Titelverteidiger war Brann Bergen.
Der Pokalsieger erhielt das Startrecht in der Ligaphase der UEFA Conference League 2024/25.

## Modus und Kalender
Der Wettbewerb begann im März mit der ersten Qualifikationsrunde. An dieser durften alle Vereine der vierten und fünften Spielklasse des norwegischen Fußballverbandes Norges Fotballforbund (NFF) teilnehmen, die ein bestimmtes Leistungsniveau hatten und ein angemessenes Spielfeld besaßen. Die 88 Gewinner spielten eine Woche später in einer zweiten Qualifikationsrunde gegeneinander um die Teilnehmer an den Hauptrunden.
Zu den 44 Gewinnern der Qualifikation stießen in der ersten Hauptrunde die 84 Vereine der drei höchsten norwegischen Spielklassen: der Tippeligaen, der 1. Division und der Oddsenligaen. Es folgten noch drei weitere Hauptrunden, das Viertelfinale, das Halbfinale und schließlich im Dezember das Finale. Das Finalspiel findet seit 1948 im Osloer Ullevaal-Stadion statt.
| Runde                  | Datum                 | Spiele | Vereine   | Neueinstiege |
| ---------------------- | --------------------- | ------ | --------- | ------------ |
| 1. Qualifikationsrunde | 6. bis 20. März 2023  | 88     | 260 → 172 | 176          |
| 2. Qualifikationsrunde | 23. bis 27. März 2023 | 44     | 172 → 128 | –            |
| 1. Runde               | 22. bis 25. Mai 2023  | 64     | 128 → 64  | 84           |
| 2. Runde               | 1. Juni 2023          | 32     | 64 → 32   | –            |
| 3. Runde               | 7. Juni 2023          | 16     | 32 → 16   | –            |
| 4. Runde               | 28. Juni 2023         | 8      | 16 → 8    | –            |
| Viertelfinale          | 12. Juli 2023         | 4      | 8 → 4     | –            |
| Halbfinale             | 27. September 2023    | 2      | 4 → 2     | –            |
| Finale                 | 9. Dezember 2023      | 1      | 2 → 1     | –            |

## 1. Runde
Die Auslosung fand am 12. April 2023 statt.
| Datum      |                       | Ergebnis              |                     |
| ---------- | --------------------- | --------------------- | ------------------- |
| 22.05.2023 | Follo Fotball         | 2:2 n. V. (2:4 i. E.) | Kjelsås Fotball     |
| 23.05.2023 | Alta IF               | 7:0                   | Os TF               |
|            | Lysekloster IL        | 1:0                   | Asker Fotball       |
|            | Nordstrand IF         | 0:1                   | Lyn Oslo            |
|            | Finnsnes IL           | 1:3                   | Skjervøy IK         |
| 24.05.2023 | Rana FK               | 0:2                   | IL Stjørdals-Blink  |
|            | Hammerfest IF Stein   | 0:8                   | Tromsø IL           |
|            | Kråkerøy IF           | 1:2                   | Kvik Halden FK      |
|            | SK Sprint-Jeløy       | 0:3                   | Fredrikstad FK      |
|            | Drøbak/Frogn IL       | 1:2 n. V.             | Moss FK             |
|            | Holmlia SK            | 0:2                   | Skeid Oslo          |
|            | IL Heming             | 0:1 n. V.             | Strømsgodset IF     |
|            | Skjetten SK           | 0:3                   | Grorud IL           |
|            | Gjelleråsen IF        | 2:1                   | Lørenskog IF        |
|            | Eidsvold TF           | 2:2 n. V. (3:4 i. E.) | Strømmen IF         |
|            | Brumunddal Fotball    | 1:4                   | Raufoss IL          |
|            | Lillehammer FK        | 3:5                   | Kongsvinger IL      |
|            | Nybergsund IL-Trysil  | 0:5                   | Ham-Kam             |
|            | Elverum Fotball       | 1:5                   | FK Gjøvik Lyn       |
|            | Hønefoss BK           | 1:4                   | KFUM Oslo           |
|            | FK Eik Tønsberg       | 2:2 n. V. (4:3 i. E.) | Sandefjord Fotball  |
|            | IL Flint              | 0:4                   | FK Ørn-Horten       |
|            | Pors Grenland         | 0:2                   | Notodden FK         |
|            | Urædds FK             | 1:7                   | Odds BK             |
|            | Flekkerøy IL          | 0:2                   | Start Kristiansand  |
|            | Randesund IL          | 0:8                   | Arendal Fotball     |
|            | FK Mandalskameratene  | 0:3                   | FK Jerv             |
|            | Forus og Gausel IL    | 0:5                   | Viking Stavanger    |
|            | Rosseland BK          | 1:3                   | Bryne FK            |
|            | SK Vard Haugesund     | 3:1                   | Egersunds IK        |
|            | IL Bjarg              | 2:3                   | Fana IL             |
|            | Frøya IL              | 0:5                   | Brann Bergen        |
|            | Loddefjord IL         | 2:3                   | Åsane Fotball       |
|            | Fjøra FK              | 4:0                   | Florø SK            |
|            | Eid IL                | 0:4                   | Aalesunds FK        |
|            | Spjelkjavik IL        | 0:5                   | IL Hødd             |
|            | Surnadal IL           | 0:4                   | Molde FK            |
|            | Strindheim IL         | 4:3 n. V.             | SK Træff            |
|            | Melhus IL             | 2:0                   | Kolstad Fotball     |
|            | Orkla FK              | 0:5                   | Levanger FK         |
|            | SK Trygg/Lade         | 0:1                   | Rosenborg Trondheim |
|            | IK Junkeren           | 5:0                   | Innstrandens IL     |
|            | IF Fløya              | 2:3 n. V.             | Tromsdalen UIL      |
|            | SK Herd               | 1:2                   | Brattvåg IL         |
|            | Åssiden IF            | 0:4                   | Stabæk Fotball      |
|            | Førde IL              | 1:3                   | Sogndal Fotball     |
|            | Asker Fotball         | 0:2                   | Bærum SK            |
|            | Tomrefjord IL         | 0:2                   | Kristiansund BK     |
|            | Halsen IF             | 2:0                   | Fram Larvik         |
|            | Frigg Oslo FK         | 4:1                   | Ullern IF           |
|            | Lokomotiv Oslo        | 5:5 n. V. (3:4 i. E.) | Ullensaker/Kisa IL  |
|            | Stord IL              | 3:1                   | IL Sandviken        |
|            | Skedsmo FK            | 0:4                   | Lillestrøm SK       |
|            | Verdal IL             | 1:4                   | Ranheim Fotball     |
| 25.05.2023 | Råde IL               | 0:1                   | Vålerenga Oslo      |
|            | Funnefoss/Vormsund IL | 1:3                   | Sarpsborg 08 FF     |
|            | FK Fyllingsdalen      | 1:3                   | Sotra FK            |
|            | Drammens BK           | 1:5                   | Mjøndalen IF        |
|            | Staal Jørpeland IL    | 1:2                   | FK Haugesund        |
|            | IL Brodd              | 1:2                   | FK Vidar            |
|            | SK Djerv 1919         | 1:6                   | Sandnes Ulf         |
|            | Nardo FK              | 0:1                   | Byåsen Toppfotball  |
|            | Mosjøen IL            | 0:3                   | FK Bodø/Glimt       |
|            | FK Mjølner            | 5:3                   | Harstad IL          |

## 2. Runde
Die Auslosung fand am 25. Mai 2023 statt.
| Datum      |                    | Ergebnis              |                     |
| ---------- | ------------------ | --------------------- | ------------------- |
| 01.06.2023 | Sotra FK           | 2:1                   | Sandnes Ulf         |
|            | Skjervøy IK        | 2:3                   | Alta IF             |
|            | Tromsdalen UIL     | 1:1 n. V. (1:4 i. E.) | Tromsø IL           |
|            | FK Mjølner         | 0:8                   | Ham-Kam             |
|            | IK Junkeren        | 1:2                   | FK Bodø/Glimt       |
|            | Melhus IL          | 0:6                   | Molde FK            |
|            | Byåsen Toppfotball | 1:6                   | Aalesunds FK        |
|            | Strindheim IL      | 1:3                   | Ranheim Fotball     |
|            | IL Stjørdals-Blink | 2:1                   | Rosenborg Trondheim |
|            | Levanger FK        | 0:2                   | Kristiansund BK     |
|            | Brattvåg IL        | 1:0                   | IL Hødd             |
|            | Fjøra FK           | 1:8                   | Brann Bergen        |
|            | Lysekloster IL     | 1:2 n. V.             | Sogndal Fotball     |
|            | Fana IL            | 0:1                   | Åsane Fotball       |
|            | Stord IL           | 1:3                   | FK Haugesund        |
|            | FK Vidar           | 0:2                   | Viking Stavanger    |
|            | SK Vard Haugesund  | 3:1                   | Bryne FK            |
|            | Arendal Fotball    | 0:1                   | FK Jerv             |
|            | Notodden FK        | 2:5                   | Odds BK             |
|            | Halsen IF          | 0:3                   | Start Kristiansand  |
|            | FK Ørn-Horten      | 0:1                   | Fredrikstad FK      |
|            | FK Gjøvik Lyn      | 3:3 n. V. (4:1 i. E.) | Kongsvinger IL      |
|            | Gjelleråsen IF     | 1:2                   | KFUM Oslo           |
|            | Ullensaker/Kisa IL | 3:2 n. V.             | Lillestrøm SK       |
|            | Strømmen IF        | 1:3                   | Mjøndalen IF        |
|            | Frigg Oslo FK      | 3:5 n. V.             | Sarpsborg 08 FF     |
|            | Bærum SK           | 3:0                   | Skeid Oslo          |
|            | Grorud IL          | 1:2                   | Raufoss IL          |
|            | Kjelsås Fotball    | 3:1                   | Stabæk Fotball      |
|            | Kvik Halden FK     | 0:2                   | Moss FK             |
|            | Lyn Oslo           | 1:2                   | Vålerenga Oslo      |
|            | FK Eik Tønsberg    | 1:2                   | Strømsgodset IF     |

## 3. Runde
Die Auslosung fand am 1. Juni 2023 statt.
| Datum      |                    | Ergebnis              |                    |
| ---------- | ------------------ | --------------------- | ------------------ |
| 07.06.2023 | KFUM Oslo          | 4:2 n. V.             | Åsane Fotball      |
|            | Aalesunds FK       | 3:3 n. V. (5:6 i. E.) | Brann Bergen       |
|            | Brattvåg IL        | 2:1                   | FK Haugesund       |
|            | Sarpsborg 08 FF    | 3:1                   | Odds BK            |
|            | IL Stjørdals-Blink | 3:2 n. V.             | Ullensaker/Kisa IL |
|            | Ranheim Fotball    | 0:2                   | FK Bodø/Glimt      |
|            | SK Vard Haugesund  | 1:4                   | Strømsgodset IF    |
|            | Alta IF            | 0:1                   | Tromsø IL          |
|            | Sogndal Fotball    | 2:0                   | Moss FK            |
|            | Kjelsås Fotball    | 2:1                   | FK Jerv            |
|            | FK Gjøvik Lyn      | 1:0                   | Start Kristiansand |
|            | Mjøndalen IF       | 0:4                   | Raufoss IL         |
|            | Bærum SK           | 1:3 n. V.             | Ham-Kam            |
|            | Kristiansund BK    | 0:1                   | Molde FK           |
|            | Sotra FK           | 0:2                   | Vålerenga Oslo     |
|            | Fredrikstad FK     | 1:2                   | Viking Stavanger   |

## Achtelfinale
Die Auslosung fand am 7. Juni 2023 statt.
| Datum      |                    | Ergebnis              |                  |
| ---------- | ------------------ | --------------------- | ---------------- |
| 28.06.2023 | Kjelsås Fotbal     | 2:0                   | KFUM Oslo        |
|            | IL Stjørdals-Blink | 0:5                   | Vålerenga Oslo   |
|            | Raufoss IL         | 4:4 n. V. (4:1 i. E.) | Viking Stavanger |
|            | Sogndal Fotball    | 3:4                   | Sarpsborg 08 FF  |
|            | Molde FK           | 3:0                   | Strømsgodset IF  |
|            | Brattvåg IL        | 1:7                   | Brann Bergen     |
|            | FK Gjøvik Lyn      | 0:5                   | Ham-Kam          |
|            | FK Bodø/Glimt      | 3:2                   | Tromsø IL        |

## Viertelfinale
Die Auslosung fand am 28. Juni 2023 statt. Im Anschluss wurde auch das Halbfinale ausgelost.
| Datum      |                 | Ergebnis |                 |
| ---------- | --------------- | -------- | --------------- |
| 12.07.2023 | Molde FK        | 3:1      | Sarpsborg 08 FF |
|            | Vålerenga Oslo  | 3:2      | Brann Bergen    |
| 13.07.2023 | Ham-Kam         | 0:2      | FK Bodø/Glimt   |
|            | Kjelsås Fotball | 2:1      | Raufoss IL      |

## Halbfinale
| Datum      |                 | Ergebnis |               |
| ---------- | --------------- | -------- | ------------- |
| 27.09.2023 | Kjelsås Fotball | 0:1      | Molde FK      |
| 28.09.2023 | Vålerenga Oslo  | 2:4      | FK Bodø/Glimt |

## Finale
| FK Bodø/Glimt                                                | FK Bodø/Glimt | Molde FK | Molde FK |
| ------------------------------------------------------------ | --- | --- | -------- |
| FK Bodø/Glimt                                                | \| Finale \| \| 9. Dezember 2023 um 16:00 Uhr MEZ in Oslo (Ullevaal-Stadion) \| \| Ergebnis: 0:1 (0:0) \| \| Zuschauer: 19.178 \| \| Schiedsrichter: Kristoffer Hagenes \| \| Spielbericht \| | \| Finale \| \| 9. Dezember 2023 um 16:00 Uhr MEZ in Oslo (Ullevaal-Stadion) \| \| Ergebnis: 0:1 (0:0) \| \| Zuschauer: 19.178 \| \| Schiedsrichter: Kristoffer Hagenes \| \| Spielbericht \| | Molde FK |
| FK Bodø/Glimt                                                | Julian Faye Lund – Brice Wembangomo (90.+7' Odin Bjørtuft), Brede Moe, Isak Amundsen (90.+4' Oscar Kapskarmo), Fredrik André Bjørkan (90.+4' Adam Sørensen) – Albert Grønbæk, Patrick Berg , Sondre Brunstad Fet (79. Ulrik Saltnes) – Nino Žugelj (79. Tobias Fjeld Gulliksen), Faris Moumbagna, Amahl Pellegrino Cheftrainer: Kjetil Knutsen | Oliver Petersen – Martin Ellingsen, Casper Øyvann, Eirik Haugan – Mathias Fjørtoft Løvik (73. Martin Linnes), Emil Breivik (58. Anders Hagelskjær), Markus André Kaasa (90.+3' Martin Bjørnbak), Kristian Eriksen, Kristoffer Haugen – Magnus Wolff Eikrem (73. Veton Berisha), Fredrik Gulbrandsen (90.+3' Magnus Grødem) Cheftrainer: Erling Moe | Molde FK |
| FK Bodø/Glimt                                                | 0:1 Fredrik Gulbrandsen (89.) | | Molde FK |
| FK Bodø/Glimt                                                | Brice Wembangomo (29.), Faris Moumbagna (90.+2') | Kristian Eriksen (29.), Veton Berisha (90.+8') | Molde FK |
| Finale                                                       | | |          |
| 9. Dezember 2023 um 16:00 Uhr MEZ in Oslo (Ullevaal-Stadion) | | |          |
| Ergebnis: 0:1 (0:0)                                          | | |          |
| Zuschauer: 19.178                                            | | |          |
| Schiedsrichter: Kristoffer Hagenes                           | | |          |
| Spielbericht                                                 | | |          |